# Église Saint-Benoît de Munich
L'église Saint-Benoît (Benediktskirche) est une église dédiée au fondateur de l'ordre de Saint-Benoît située à l'ouest du centre ville de Munich dans le quartier de Schwanthalerhöhe.

## Histoire

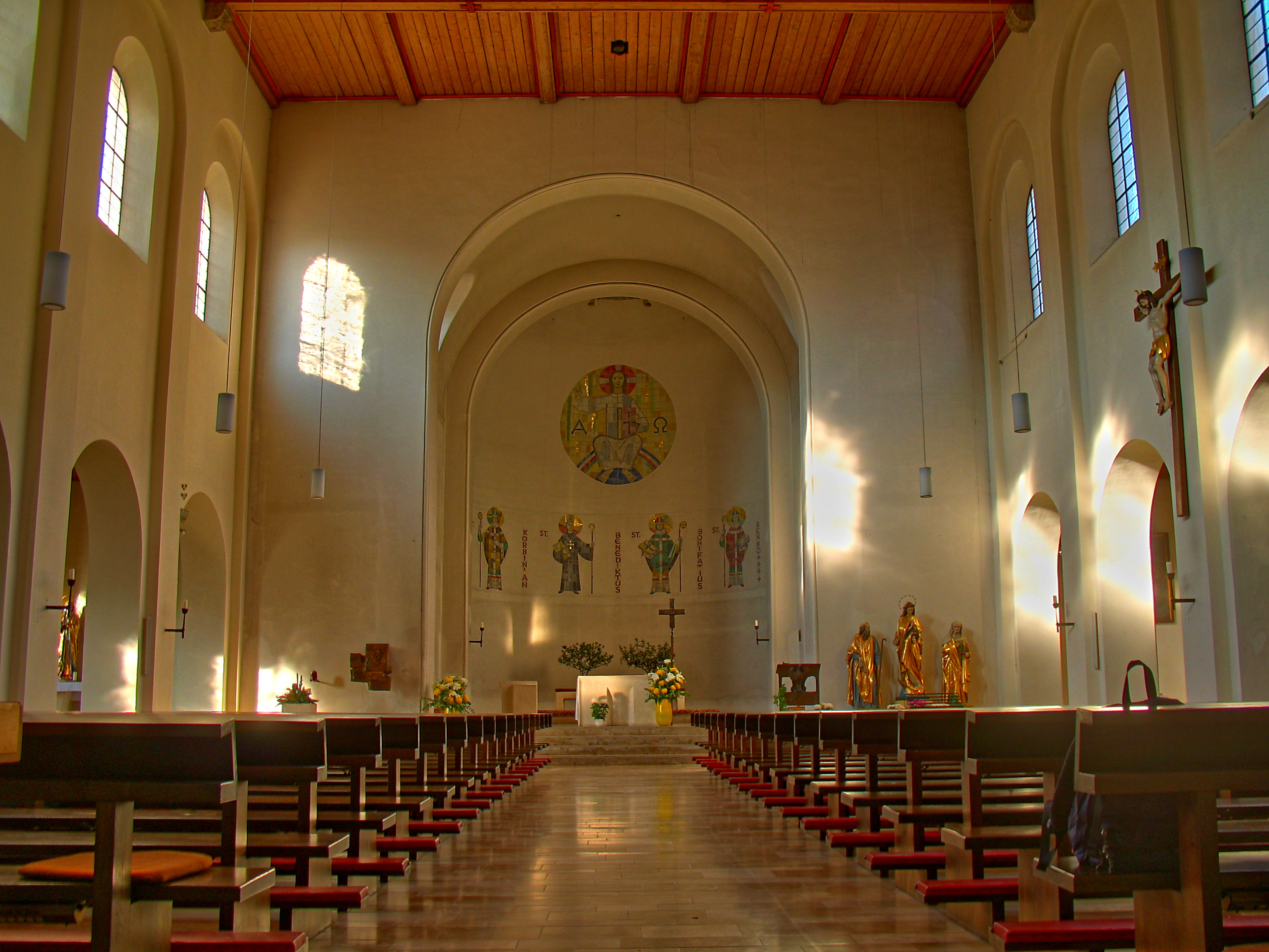
Intérieur de l'église

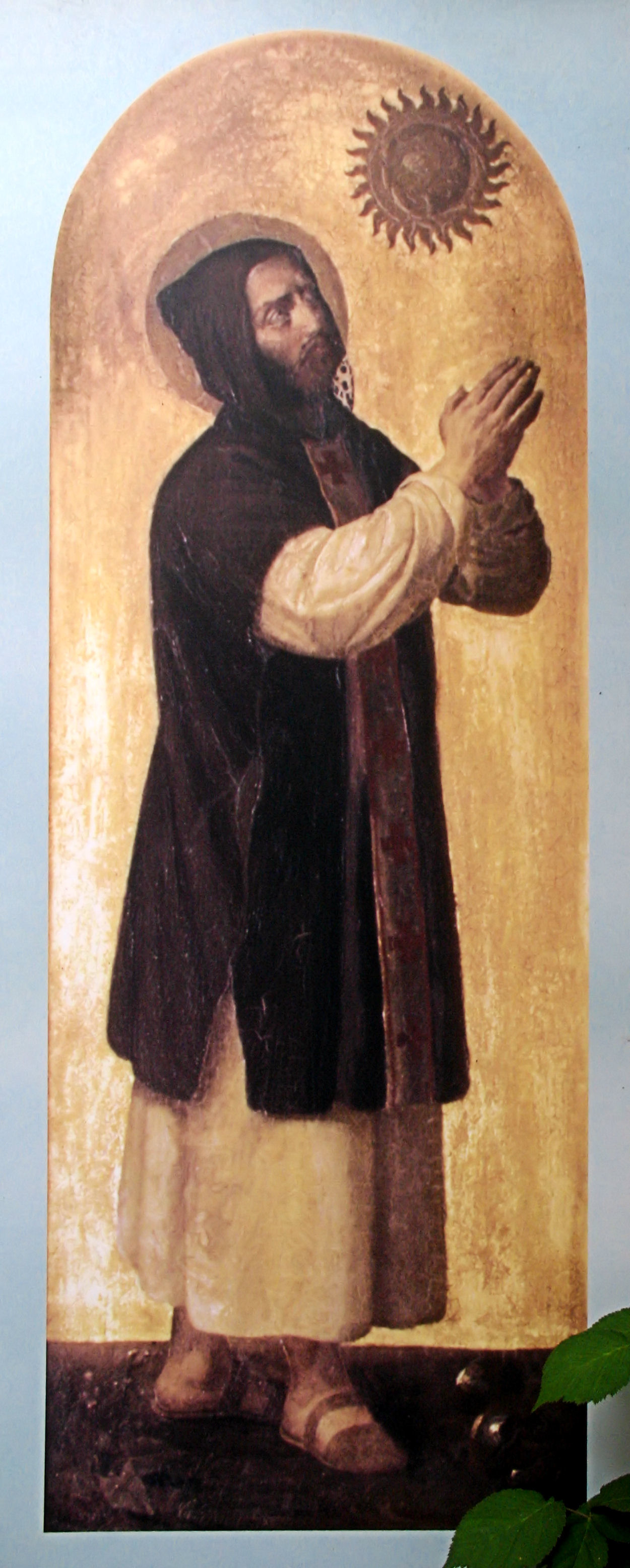
Saint Benoît, fresque à l'intérieur de l'église

Une association de bourgeois de Munich se crée en 1873 pour réunir des fonds, afin de construire une nouvelle église dans la partie ouest de la paroisse Saint-Boniface, nouveau quartier en plein essor (l'Oktoberfest s'y déroule à proximité). Il suffit de trois ans pour la construire. Elle est consacrée le 23 octobre 1881.
L'église est sévèrement endommagée par les bombardements de la fin de la Seconde Guerre mondiale, notamment en octobre 1944. Elle ne sera restaurée qu'en 1950.
Aujourd'hui les messes y sont dites en plusieurs langues et les activités missionnaires de la paroisse pour les étrangers sont importantes.

## Sources
- (de) Cet article est partiellement ou en totalité issu de l’article de Wikipédia en allemand intitulé « St. Benedikt (München) » (voir la liste des auteurs).